# Chata Prašivá
Chata Prašivá – górskie schronisko turystyczne w Beskidzie Morawsko-Śląskim w Czechach. Obiekt jest położony na wysokości ok. 700 m n.p.m. na podszczytowej polanie na Małej Praszywej w pasmie Ropicy, w granicach administracyjnych Ligoty Górnej (Vyšní Lhoty).

## Historia
Powstanie schroniska łączy się z początkami czeskiego ruchu turystycznego na tym terenie. Szczyt Małej Praszywej był popularnym miejscem pielgrzymkowym do kościoła św. Antoniego Padewskiego z 1640 roku, a od 1891 także miejscem zgromadzeń o charakterze narodowym. Ponadto Czesi chcieli zahamować ekspansję niemieckiego Beskidenvereinu, budującego kolejne schroniska w Beskidach.
Decyzja o budowie obiektu zapadła w 1910 roku, podczas obrad czeskiej Beskidzkiej Wspólnoty Śląska (Beskydská jednota slezská). Jeszcze wcześniej, bo od 1899 roku czynione były starania o zakup parceli na Małej Praszywej. Tę udało się nabyć dopiero w 1912 roku. Powstał projekt budynku autorstwa Jožy Dvořáka, a całość prac oszacowano na 23 000 koron austro-węgierskich. Inwestycji nie udało się jednak zrealizować z uwagi na wybuch I wojny światowej.
Do idei budowy obiektu powrócono po powstaniu Czechosłowacji. Reaktywowana organizacja, która zmieniła nazwę na Podbeskidzką Wspólnotę Śląska (Pobeskydská jednota slezská), w grudniu 1919 roku podjęła decyzję o budowie pierwszego czeskiego schroniska w Beskidach. Wielkim zwolennikiem inwestycji był przewodniczący Wspólnoty Jan Valeček – zapalony turysta i narciarz. Budynek powstał w ciągu pięciu miesięcy – od 11 kwietnia do 2 października 1921 roku za kwotę 273 300 koron. Budowę wsparł sam czechosłowacki prezydent, Tomáš Masaryk, ofiarowując kwotę 5000 koron. Otwarcie schroniska nastąpiło 2 października 1921 roku, a jego pierwszym gospodarzem został karczmarz Tesárek.
Jakiś czas później przeszło na własność frydeckiego oddziału Klubu Czechosłowackich Turystów (KČST). Po zajęciu Zaolzia w 1938 roku schronisko odebrano KČST i oddano w zarząd Oddziału Polskiego Towarzystwa Tatrzańskiego w Cieszynie, a później jego koła w Orłowej. W 1948 zostało upaństwowione i do majątku Klubu Czeskich Turystów powróciło w 1989.
W lutym 2015 roku, kiedy gospodarzem został Martin Stiller, budynek był w złym stanie technicznym. Wkrótce schronisko przeszło trzymiesięczny remont, którego koszt oszacowano na pół miliona koron. Z kolei w czerwcu 2016 roku ponownie (po czterdziestu latach przerwy) otwarto dla gości obiektu wieżę widokową. Na przestrzeni siedmiu lat – do obchodów setnej rocznicy powstania – przy pracach remontowych udział wzięło około 500 wolontariuszy.

## Warunki bytowe
Schronisko oferuje noclegi w pokojach 2–9 osobowych ze wspólnym węzłem sanitarnym. W obiekcie znajduje się restauracja oraz wieża widokowa na jego szczycie.

## Szlaki turystyczne
- Dobratice pod Prašivou – Chata Prašivá – Chata na Kotaři – Ropiczka (918 m n.p.m.) – Velký Lipový (999 m n.p.m.) – Ropica (1082 m n.p.m.) – Kolářova chata Slavíč – Úspolka (przyst. aut)
- Ligotka Kameralna – Chata Prašivá – Ligota Górna – Raszkowice
- Prażmo – Chata Prašivá